# Juan Carlos Pérez Rojo
Juan Carlos Pérez Rojo (ur. 17 listopada 1959 w Barcelonie) – piłkarz hiszpański, występujący na pozycji lewego obrońcy. Przez cały okres kariery piłkarskiej był związany z FC Barcelona.
W katalońskim klubie grał często przez pięć lat – w latach 1983–1987. Jednak zbyt ciężkie kontuzje i zbyt długi okres wyleczenia z nich spowodowały, że przez znaczne części sezonów nie pojawiał się na boisku.
W reprezentacji Hiszpanii zagrał 4 mecze – w latach 1984–1985.

## Tytuły wywalczone z FC Barcelona
- 1. miejsce w tabeli Primera División, sezon 1984/1985
- Superpuchar Hiszpanii – 1984
- Puchar Ligi - 1986
- Copa del Rey – 1987.